# El Fenómeno
El Fenómeno is het debuutalbum van reggaeton-artiest Arcangel. Het album werd op 9 december 2008 uitgebracht onder het label Machete Music.

## Tracklist
| Nr. | Titel                                 | Producer(s)                  | Tijd |
| --- | ------------------------------------- | ---------------------------- | ---- |
| 01  | "Ahí Eh (Intro)"                      | Luny, Diesel & Hyde          | 3:31 |
| 02  | "Por Amar a Ciegas"                   | Luny Tunes, Tainy & Noriega  | 3:54 |
| 03  | "Él No Se Va a Enterar"               | Luny Tunes, Tainy & Noriega  | 3:01 |
| 04  | "Pienso en Ti"                        | Mambo Kingz                  | 3:13 |
| 05  | "Demente Bailando"                    | Luny Tunes & Tainy           | 2:58 |
| 06  | "Agresivo 3" (met J-King)             | Luny Tunes, Hyde & DJ Coffie | 4:41 |
| 07  | "Ta' Bueno el Ambiente"               | Luny, Noriega, Noltom & Hyde | 3:36 |
| 08  | "I Got Flow"                          | Urba & Monserrate            | 3:55 |
| 09  | "Fuiste Tú Quien Perdió"              | DJ Nelson & Hyde             | 2:57 |
| 10  | "Yo Te Enseño"                        | Tainy                        | 3:31 |
| 11  | "Nada Malo"                           | Musicólogo & Menes           | 2:54 |
| 12  | "Aprovecha el Tiempo"                 | Hyde, Ingeniero, Keko        | 3:42 |
| 13  | "Enamorado de Ti"                     | Mambo Kingz                  | 3:53 |
| 14  | "Química Sustancia" (met Don Omar)    | Nely "El Arma Secreta"       | 4:38 |
| 15  | "Pa' Que la Pases Bien"               | Tainy, Ingeniero & Hyde      | 3:34 |
| 16  | "Si"                                  | Mambo Kingz                  | 3:45 |
| 17  | "Ganas de Ti"                         | Nely "El Arma Secreta"       | 2:54 |
| 18  | "Mi Primera Canción" (met Tempo)      |                              | 4:28 |
| 19  | "Chica Virtual"                       | DJ Nelson                    | 4:24 |
| 20  | "Ahí Eh (Predi Club Version)"         | Predikador                   | 4:02 |
| 21  | "Por Amar a Ciegas (Hip Hop Version)" | Luny Tunes & Noriega         | 3:55 |

## Hits
| Hit (2008)                                      | Positie |
| ----------------------------------------------- | ------- |
| U.S. Billboard Top Heatseekers                  | 10      |
| U.S. Billboard Top Heatseekers (South Atlantic) | 1       |
| U.S. Billboard Top Latin Albums                 | 14      |
| U.S. Billboard Latin Rhythm Albums              | 3       |